# Mango
Mango — колишня південноафриканська бюджетна авіакомпанія зі штаб-квартирою в Кемптон-Парк (Екурхулені, Ґаутенг, поблизу Йоганнесбурга, ПАР), що виконує регулярні пасажирські перевезення головним чином між великими аеропортами країни. Припиненила роботу в липні 2021 року
Портом приписки компанії і її концентратором перевезень є Міжнародний аеропорт імені О. Р. Тамбо в Йоганнесбурзі.

## Історія
Авіакомпанія Mango утворена 30 жовтня 2006 року й почала регулярні пасажирські перевезення 15 листопада того ж року.

## Маршрутна мережа
Станом на червень 2010 року авіакомпанія Mango обслуговувала такі регулярні рейси:
- Йоганнесбург — Кейптаун;
- Кейптаун — Дурбан;
- Йоганнесбург — Дурбан
- Кейптаун — Блумфонтейн;
- Йоганнесбург — Блумфонтейн.

## Флот
У березні 2009 року повітряний флот Mango становили такі літаки:
Після 2013 року компанія планує замінити флот з літаків Boeing 737-800 на лайнери Airbus A320.